# Jokkmokk
Jokkmokk (in sami di Lule Jåhkåmåhkke, in sami settentrionale Johkamohkki, in finlandese Jokimukka, in meänkieli Jokinmukka) è un centro abitato e capoluogo del comune omonimo, situato nella contea svedese di Norrbotten. Il nome sami del luogo significa "curva del fiume" perché sorge su un'ansa del fiume.
Nel 2005 contava 2.976 abitanti e si estende su una superficie di 3,58 km².
Jokkmokk durante la Seconda guerra mondiale fu un centro di transito per i rifugiati Sami  provenienti dalla Norvegia.
A Jokkmokk si tiene una fiera invernale durante la quale vengono venduti cibi e bevande tradizionali sami, si tengono gare di renne e manifestazioni culturali.

## Galleria d'immagini

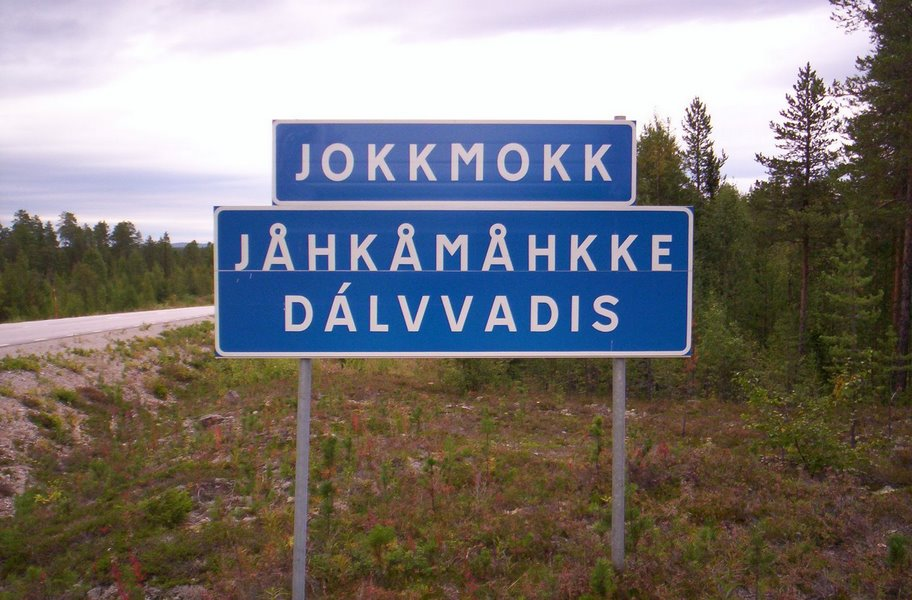
Cartello stradale bilingue
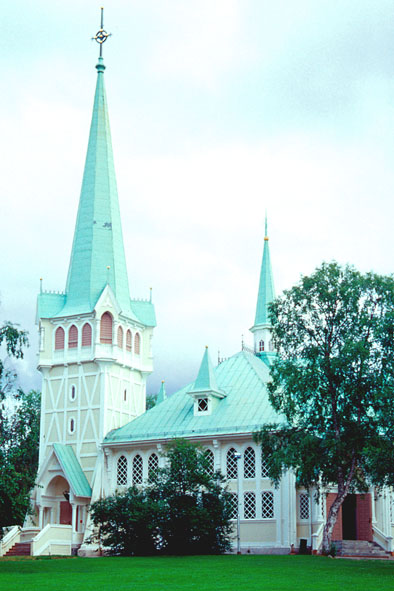
Chiesa nuova
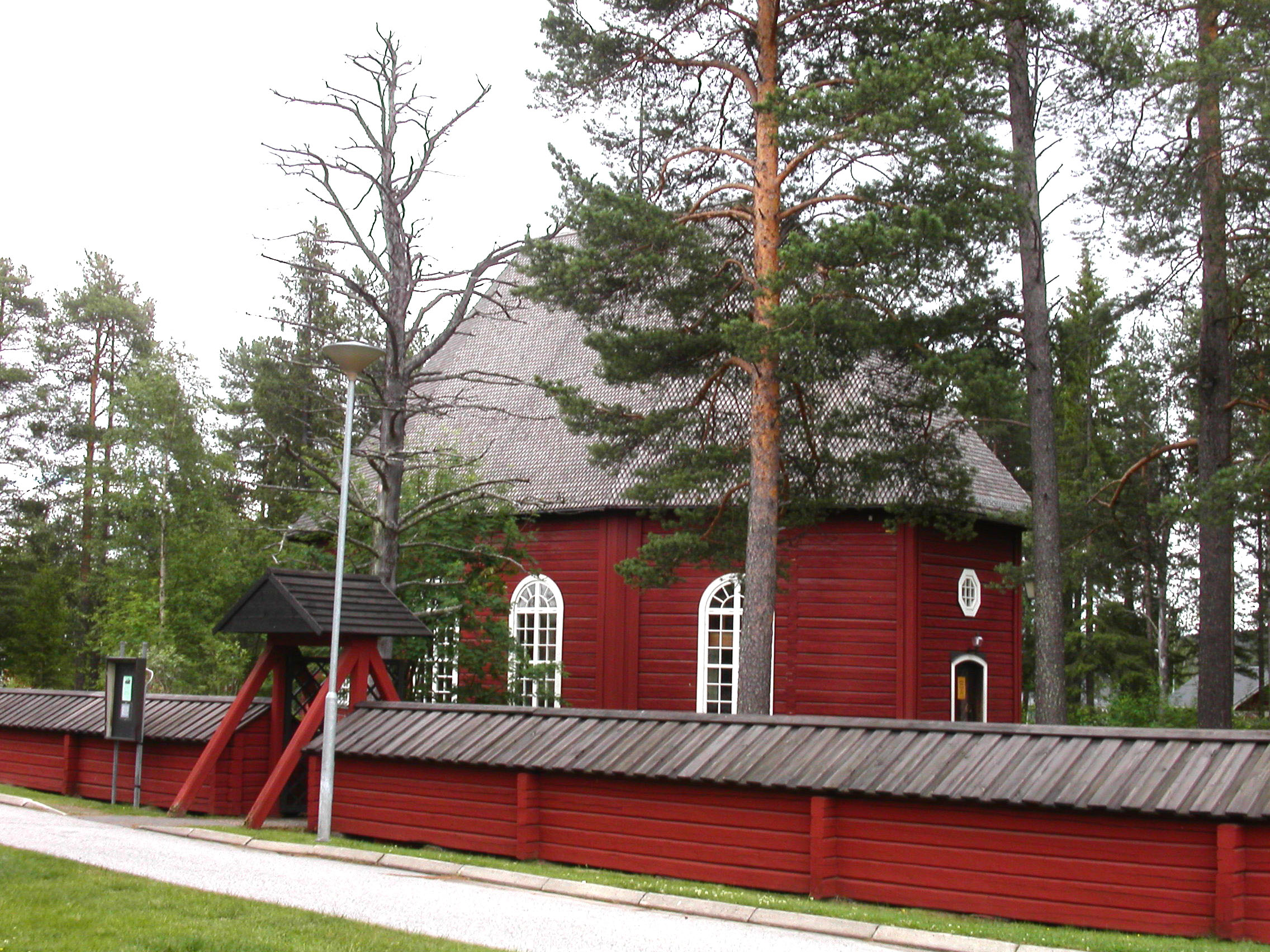
Chiesa vecchia
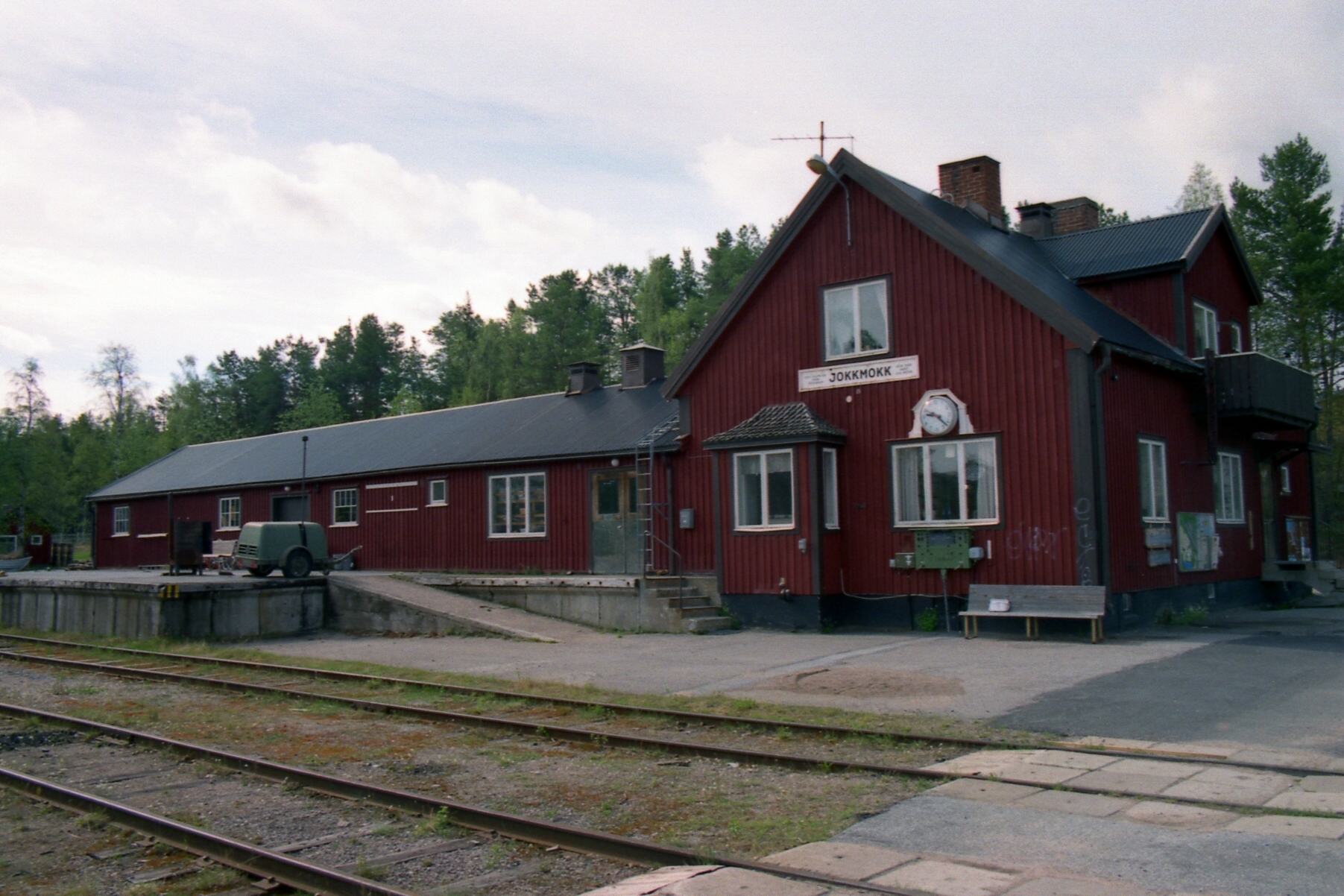
Stazione ferroviaria